# Pires do Rio (ort)
Pires do Rio är en ort i Brasilien.   Den ligger i kommunen Pires do Rio och delstaten Goiás, i den sydöstra delen av landet, 170 km söder om huvudstaden Brasília. Pires do Rio ligger 770 meter över havet och antalet invånare är 24 822.
Terrängen runt Pires do Rio är platt. Det finns inga andra samhällen i närheten.
Omgivningarna runt Pires do Rio är huvudsakligen savann. Runt Pires do Rio är det glesbefolkat, med 8 invånare per kvadratkilometer.